# Neisosperma brevituba
Neisosperma brevituba là một loài thực vật thuộc họ Apocynaceae. Đây là loài đặc hữu của New Caledonia.